# Dara O Briain’s Go 8 Bit
Dara O Briain’s Go 8 Bit — британская комедийно-игровая телепрограмма, выходящая на телеканале Dave. Авторы шоу — ирландский комик Дара О Бриэн, игровой журналист Элли Гибсон в роли эксперта по видеоиграм, а также комики Стив МакНил и Сэм Памфилон в роли капитанов команд. Последние каждую передачу приглашают в свою команду по одному известному гостю. Задача команды в каждом раунде — победить соперников в отрывке из какой-либо видеоигры. Победитель выпуска — команда, заработавшая больше очков за пять раундов.

## Формат
В начале каждого раунда Дара О Бриэн озвучивает название игры, Элли Гибсон демонстрирует небольшой ознакомительный ролик юмористического характера, после чего команды Стива МакНила и Сэма Памфилона сражаются.
- Раунд 1 — Команды играют в классическую видеоигру
- Раунды 2 и 3 — Гости предлагают свои любимые видеоигры. Каждый гость сражается с капитаном другой команды
- Раунд 4 — Современная инди или VR игра
- Раунд 5 — Восьмибитная игра, управление предполагается гигантскими манипуляторами, роль одного игрока исполняют оба члена команды

Очки начисляются следующим образом: с момента объявления раунда по начало игры зрители голосуют, какая команда, по их мнению, победит. Допустим, 64 % зрителей утверждает, что победит команда А; тогда победившая команда получит 64 очка. В финальном раунде это число удваивается.